# Выжиск
Выжиск (пол. Wyrzysk, нем. Wirsitz) — город в Польше, входит в Великопольское воеводство, Пилский повят. Имеет статус городско-сельской гмины. Занимает площадь 4,12 км². Население 5263 человек (на 2004 год).

## Известные жители
- Вернер фон Браун